# Massacre d'Atocha de 1977
Le massacre d'Atocha de 1977 est un attentat terroriste post-franquiste commis par des activistes d'extrême droite dans le centre de Madrid la nuit du 24 janvier 1977. Cinq personnes, dont trois avocats, sont assassinées, ce qui fragilise temporairement la transition espagnole commencée après la mort du dictateur Francisco Franco.

## L'attentat
Le 24 janvier 1977, entre  22 h 30 et 22 h 45, des terroristes se présentent à un appartement de la rue d'Atocha à Madrid, où s'est installé le bureau d'un collectif d'avocats spécialistes des conflits sociaux, et membres du Parti communiste espagnol encore interdit. Apparemment, ces terroristes sont à la recherche du dirigeant communiste Joaquín Navarro, membre du Syndicat Commissions ouvrières des transports à Madrid. Celui-ci s'oppose à ce qu'il appelle la « mafia franquiste du transport ». Ne le trouvant pas, puisqu'il était sorti un peu avant, ils décident de tuer les personnes présentes. Les terroristes sont deux jeunes avec des armes à feu, et un troisième dans l'escalier, chargé de couper les câbles du téléphone et de faire le guet.
Sont ainsi assassinés les avocats Enrique Valdevira Ibáñez, Luis Javier Benavides Orgaz et Francisco Javier Sauquillo Pérez del Arco, un étudiant en droit, Serafín Holgado de Antonio, et un assistant administratif Ángel Rodríguez Leal. Ils sont abattus selon les récits des survivants, alors qu'ils ont les mains en l'air, le visage tourné vers le mur. Plusieurs personnes sont également gravement blessées, Miguel Ángel Sarabia Gil, Alejandro Ruiz-Huerta Carbonell, Luis Ramos Pardo et Dolores González Ruiz, mariée avec l'avocat Francisco Javier Sauquillo Pérez del Arco.

## Légalisation du PCE

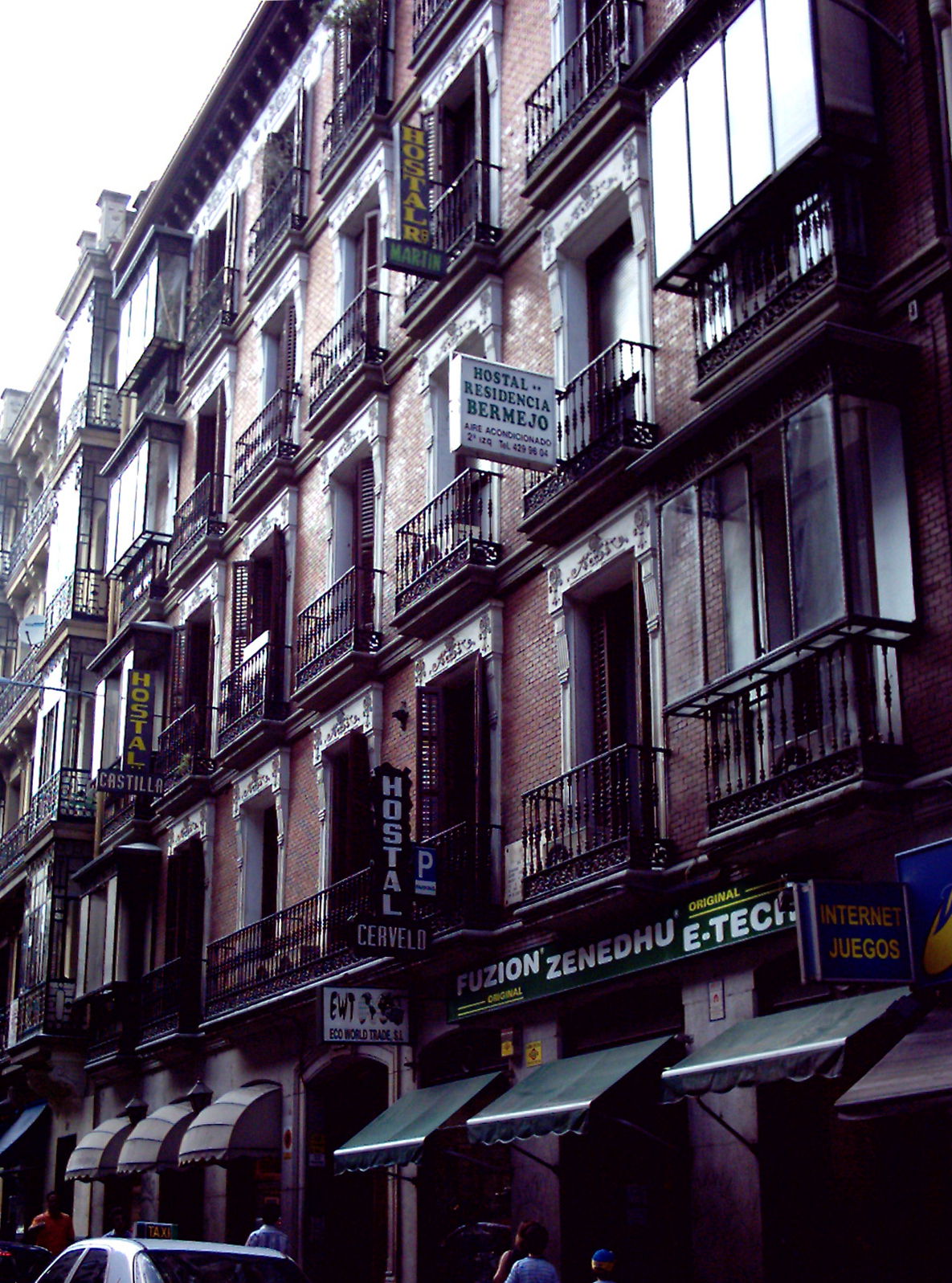
Rue d'Atocha à Madrid.

Le Parti communiste espagnol (PCE) est alors toujours illégal. Son secrétaire général, Santiago Carrillo, est rentré clandestinement d'exil en février 1976. Pourtant, après quelques mois de présence, il est devenu la vox populi. Son arrestation le 20 décembre 1976 et sa remise en liberté quelques jours après accélèrent la  reconnaissance et la légalisation du PCE.
Dans les deux jours précédant le massacre, deux autres personnes liées à des mouvements de gauche sont mortes, l'une des mains de l'Alliance apostolique anticommuniste, groupuscule d'extrême droite, et l'autre lors d'une manifestation en protestation à la mort du premier. Ce contexte fait craindre une réaction violente déstabilisant la transition politique en cours.
Plus de cent mille personnes assistent aux obsèques des victimes d'Atocha. Cette première manifestation de la gauche, après la mort du dictateur Franco, se déroule en silence et sans incidents. D'importantes grèves et mouvements de solidarité suivent dans tout le pays. En avril suivant, la légalisation du PCE est officialisée par une décision prise le samedi de la Semaine sainte, festivité catholique, profitant sans doute qu'une partie de l'opposition politique et militaire est en vacances. 
Ce massacre d'Atocha est peut-être le moment le plus grave des divers événements violents survenus durant la transition vers la démocratie, avec des attentats du groupe terroriste basque ETA (responsable de 28 morts en 1977), le GRAPO, maoïste.
En juin, les premières élections générales démocratiques postérieures à la dictature franquiste ont lieu, dans un contexte d'inquiétude sociale et politique qui rappelle à certains la tension existante au moment de la proclamation de la Deuxième République en 1931.

## Polémiques
Les assassins, se croyant bien protégés par leurs contacts politiques, ne prennent pas la peine de fuir Madrid, sous-estimant l'enjeu pour le gouvernement d'une arrestation rapide.
Quelques jours après, la police arrête José Fernández Cerrá, Carlos García Juliá et Fernando Lerdo de Tejada en qualité d'auteurs des faits, et Francisco Albadalejo Corredera -secrétaire provincial du Syndicat vertical du transport, étroitement lié avec la mafia du transport dénoncée par les communistes- comme la tête pensante de cette tuerie. La police arrête également Leocadio Jiménez Caravaca et Simón Ramón Fernández Palais, ex-combattants de la Division Bleue, pour avoir mis à disposition des armes, et Gloria Herguedas, fiancée de Cerrá, comme complice. Les agents de police déclinent la récompense liée à ces captures. Pendant le jugement, des dirigeants de l'extrême droite, comme Blas Piñar et Mariano Sánchez Covisa, sont appelés à témoigner à la barre.
Pourtant, des doutes et des polémiques subsistent sur les responsables de cette tuerie : agissaient-ils pour leur propre compte et de leur propre initiative ? De quelles complicités ont-ils réellement bénéficié ? Pour certains observateurs, les juges n'auraient pas suffisamment poussé les investigations, ne prenant pas en compte par exemple un rôle éventuel des services secrets, ou, autre hypothèse formulée quelques années plus tard, d'une cellule Stay-behind de l'OTAN. Dans son réquisitoire, le procureur rejette lui aussi la thèse selon laquelle les accusés auraient bénéficié d'autres complicités.
La fuite d'un des jeunes gens du commando, celui resté dans l'escalier, Lerdo de Tejada, à la suite de l'autorisation étonnante que lui accorde le juge Gómez Chaparro de quitter la prison pendant la Semaine sainte en 1979, contribue à alimenter les doutes. S'y ajoute la mort de Simón Ramón Fernández Palais, le 23 janvier 1979.
En 1980, le procès condamne les accusés à un total de 464 années de prison. José Fernández Cerrá et à Carlos García Juliá, auteurs matériels des faits à 193 ans de prison chacun ; 63 ans à Francisco Albadalejo Corredera (mort en prison en 1985) ; 4 ans à Leocadio Jiménez Caravaca (mort en 1985 d'un cancer du larynx), et un an à Gloria Herguedas Herrando. 
Un des blessés, Miguel Ángel Saraiba, commente pourtant ainsi les sentences en 2005 : « bien qu'il semble maintenant peu de chose, le jugement des assassins d'Atocha, en 1980 - malgré l'arrogance des accusés - a constitué la première occasion de mettre sur le banc des accusés l'extrême droite, de la juger et de la condamner ».
García Juliá s'enfuit quatorze ans après, utilisant un régime de liberté conditionnelle obtenu après une dizaine d'années. Il est arrêté deux ans après sa fuite, en Bolivie, cette fois pour trafic de stupéfiants, et il demeure en prison, bien que son extradition ait été demandée par les autorités judiciaires espagnoles. Fernández Cerrá est mis en liberté après quinze ans dans la prison, et travaillerait dans une entreprise de sécurité.
La participation, à ce massacre d'Atocha, d'un anticommuniste italien réfugié en Espagne en 1972, Carlo Cicuttini, et lié au réseau Gladio, est également une hypothèse émise dans les années 1980, .

## Filmographie
| Année | Film                                            | Réalisateur         |
| ----- | ----------------------------------------------- | ------------------- |
| 1979  | Les Sept Jours de janvier (Siete días de enero) | Juan Antonio Bardem |